# Morris megye (New Jersey)
Morris megye az Amerikai Egyesült Államokban, azon belül New Jersey államban található. Megyeszékhelye Morristown. Lakosainak száma 509 285 fő (2020. április 1.). Morris megye Passaic, Essex, Somerset, Hunterdon, Warren, Sussex és Union megyékkel határos.

## Népesség
A megye népességének változása:
| Lakosok száma | 492 755 | 495 744 | 497 632 | 499 397 | 499 509 | 509 285 |
|               | 2010    | 2011    | 2012    | 2013    | 2015    | 2020    |